# Lolein
Lolein ist ein Subdialekt der malayo-polynesische Sprache Isní, der im Umfeld der osttimoresischen Landeshauptstadt Dili gesprochen wird.

## Übersicht

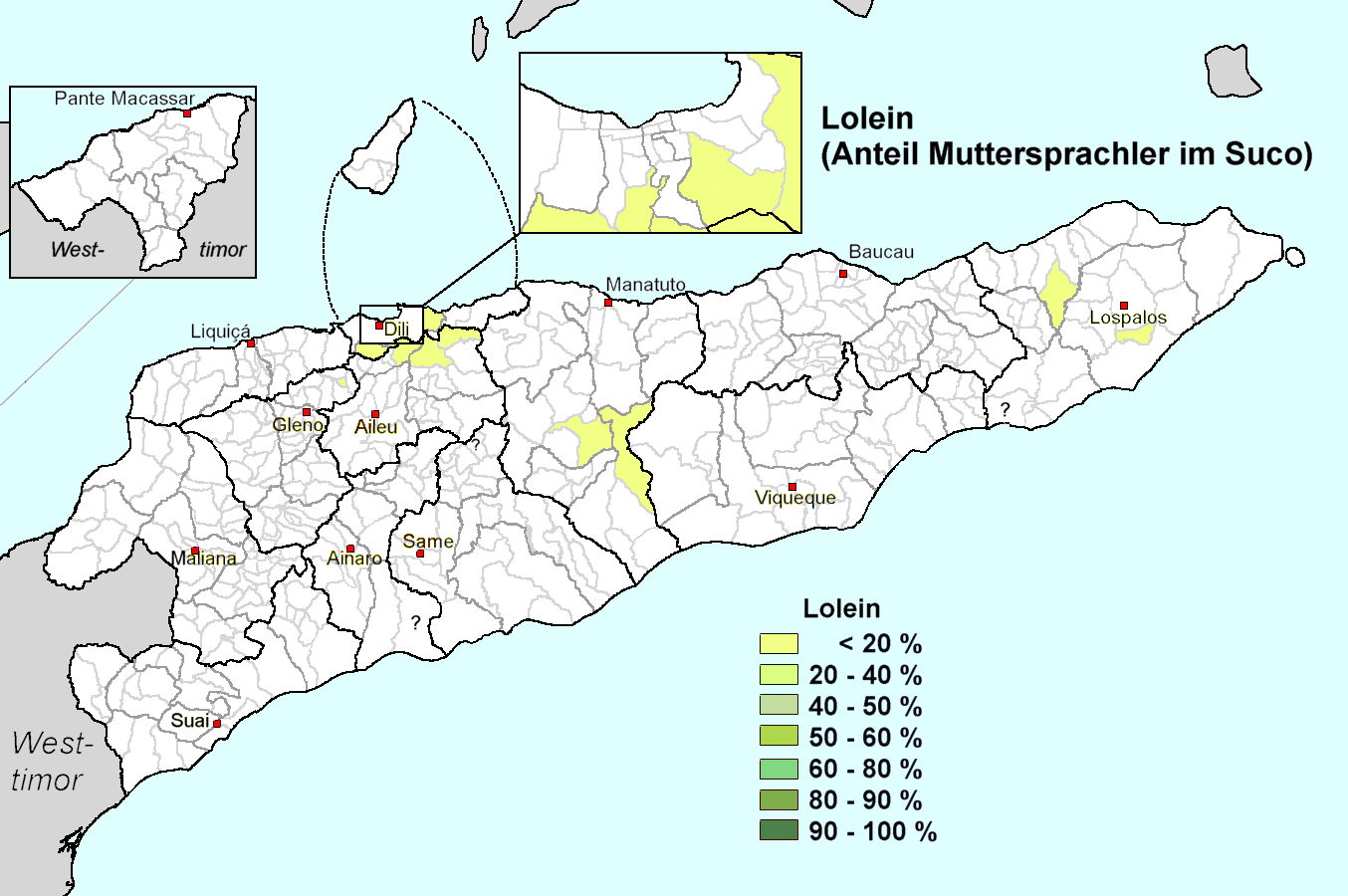
Anteil von Lolein-Muttersprachlern in den Sucos Osttimors

Isní ist eine der zu den Idalakasprachen zusammengefassten austronesischen Sprachen, die große Ähnlichkeiten aufweisen. Gemeinsam sind sie in der Verfassung Osttimors als Nationalsprache anerkannt und genießen daher einen besonderen Schutz. Die Idalakasprachen sind nahe verwandt mit Tetum und Habun und haben auch viele Gemeinsamkeiten mit Galoli. Idalaka ähnelt auch dem Kemak so weit, dass es einige archaische Merkmale (z. B. persönliche Vorsilben in Verben) aufweist, die in Mambai und Tokodede bereits verschwunden sind.
Bei der Volkszählung von 2015 gaben 1.155 Osttimoresen Lolein als ihre Muttersprache an.
Lolein wird meist in Acumau und Talitu (Gemeinde Aileu), Becora Leten und Hera (Gemeinde Dili) gesprochen. Einwanderer aus dem Verwaltungsamt Turiscai brachten ihn im 19. Jahrhundert dorthin.
| 1  | is    | isa    |
| 2  | rua   | rua    |
| 3  | tel   | telu   |
| 4  | aat   | aat    |
| 5  | lim   | lima   |
| 6  | neen  | neen   |
| 7  | hitu  | hitu   |
| 8  | ualu  | ualu   |
| 9  | sia   | sia    |
| 10 | sakúl | sakulu |